# Пічкарево
Пічка́рево (рос. Пичкарево) — присілок у складі Грязовецького району Вологодської області, Росія. Входить до складу Юровського сільського поселення.

## Населення
Населення — 4 особи (2010; 0 у 2002).